# Megachile galactogagates
Megachile galactogagates är en biart som beskrevs av Giovanni Gribodo 1894.
Megachile galactogagates ingår i släktet tapetserarbin och familjen buksamlarbin. Inga underarter finns listade i Catalogue of Life.